# Kladari Donji
Kladari Donji (szerbül: Кладари Доњи), település Bosznia-Hercegovinában, Modriča községben, a Szerb Köztársaság északi régiójában.

## Fekvése
A település Bosznia-Hercegovina északi részén, Dobojtól légvonalban 35, közúton 55 km-re északkeletre, községközpontjától légvonalban 4 és közúton 9 km-re keletre, a Szávamenti síkságon, a Boszna jobb partján 95-100 méteres magasságban fekszik.

## Népessége
| Nemzetiségi csoport | Népesség 1991 | Népesség 2013 |
| ------------------- | ------------- | ------------- |
| Szerb               | 20            | 164           |
| Bosnyák             | 1             | 1             |
| Horvát              | 1006          | 250           |
| Jugoszláv           | 13            | 0             |
| Egyéb               | 6             | 10            |
| Összesen            | 1046          | 425           |

## Története
A horvát lakosságú település 1878-ig tartozott az Oszmán Birodalomhoz. Ekkor a berlini kongresszus határozata alapján az Osztrák-Magyar Monarchia része lett. 1879-ben az első osztrák-magyar népszámlálás során a Gradačaci járáshoz és Dobrinja községhez tartozó Kladar településnek, 20 háztartása és 118 római katolikus lakosa volt. 1910-ben a Gradačaci járáshoz tartozó településen 77 háztartást, 539 római katolikus és 2 muszlim lakost találtak. A monarchia szétesésével 1918-ban előbb a Szerb-Horvát-Szlovén Királyság, majd 1929-től a Jugoszláv Királyság része lett. 1921-ben a Gradačaci járáshoz tartozó településnek 597 lakosa volt, mind római katolikusok voltak. Az 1929-es törvény értelmében, amikor Bosznia-Hercegovinát négy banovinára, Drinskára, Vrbaskára, Zetskára és Primorskára osztották, a település a Vrbaska banovina (Orbászi Bánság) része lett, amelynek székhelye Banja Luka volt. 1939-ben a közigazgatás átszervezésével a Hrvatska banovina (Horvát Bánság) része lett.
A második világháborúban Jugoszlávia megszállása után a Független Horvát Állam (NDH) része lett. A második világháború után 1992-ig a település a szocialta Jugoszlávia keretében a Bosznia-Hercegovinai Népköztársaság része volt. A boszniai háborút lezáró daytoni békeszerződés rendelkezése alapján az ország területét felosztották a Bosznia-hercegovinai Föderáció és a boszniai Szerb Köztársaság között. A békeszerződés utáni területmegosztási megállapodás értelmében a település a Boszniai Szerb Köztársasághoz került. 